# Chía (município)

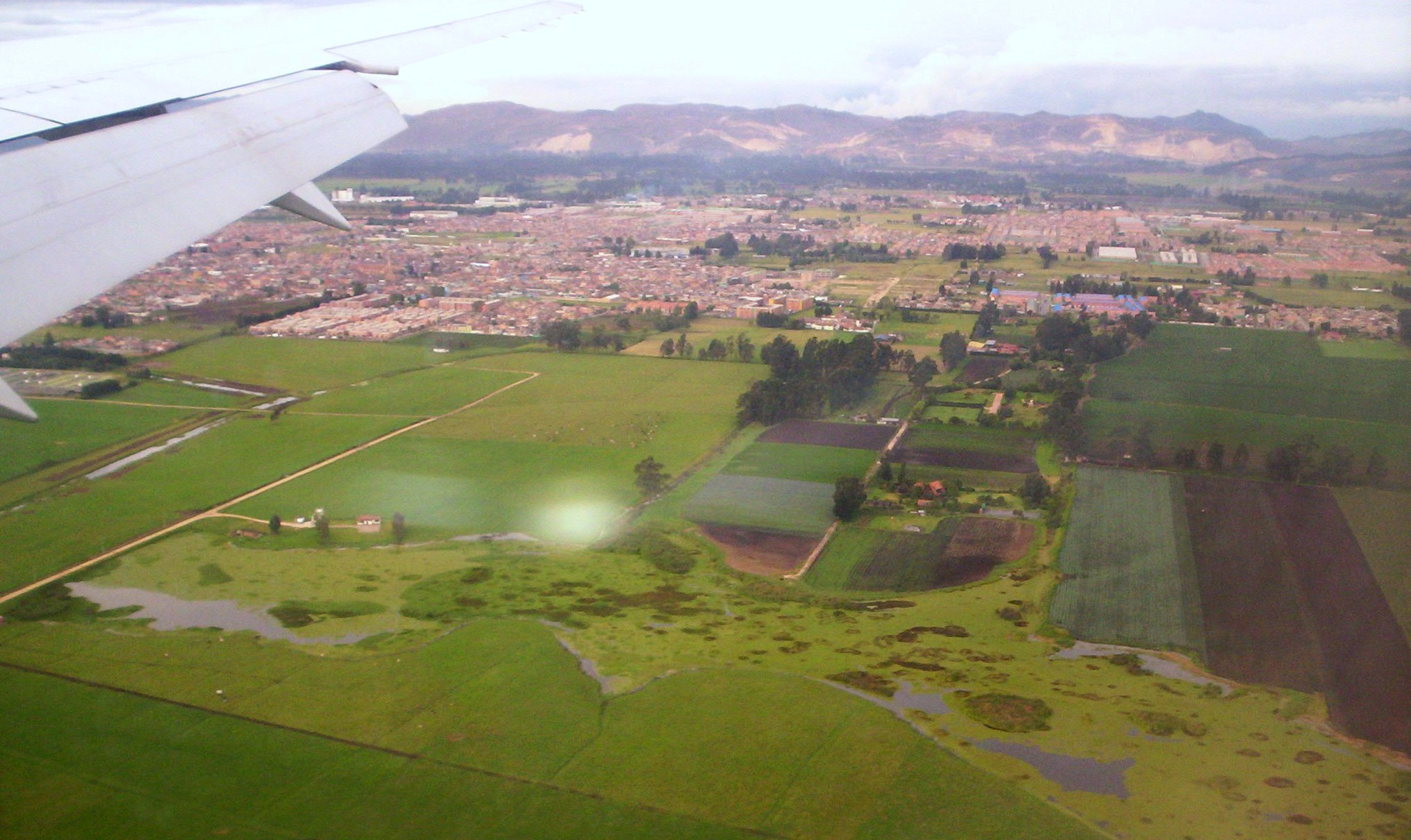
Savana de Chía (Norte de Bogotá)

Chía é um município colombiano no departamento de Cundinamarca, localizado sobre um assentamento existente desde época pré colombiana. Conhecida como A Cidade da Lua, em referência à etimología de seu nome. Com 126.647 habitantes é o município mais povoado da Savana de Bogotá.

## Etimología
O nome de Chía (transliterado chía ou chie) prove/provem do muysccubun, a língua dos muiscas. Ainda que regista-se com vários significados diferentes, entre eles "luz" ou "brilho", "mês" e "ortiga", o significado da palavra associado com a população é o de "lua", já que no lugar se encontrava o templo da deusa lua, uma das deidades da mitología muisca.

## História
Existe evidência da presença de populações indígenas em Chía durante o Período Herrera, as quais foram posteriormente substituídas pelos muíscas. Dado que os muíscas careciam de tradição escrita, não se conhece muito da história de Chía prévia à chegada dos espanhóis. A partir dos relatos recompilados por eles, se sabe que Chía constituía um cacicazgo menor dentro da Confederação Muísca, e que fazia parte do cacicazgo de Bacatá, que a sua vez pertencia aos territórios do Zipa. Segundo o cronista Fray Pedro Simón, era tradição que o cacique de Chía fosse sempre sobrinho do cacique de Bacatá (filho da maior de suas irmãs), e que à morte deste herdasse sua posição.
Os espanhóis chegaram a Chía pelo final de março de 1537, ao comando de Gonzalo Jiménez de Quesada. Encontraram o lugar deserto, pois seus habitantes o tinham abandonado ao ter notícia da aproximação dos espanhóis. Estes permaneceram alguns dias em Chía, e depois marcharam para Bogotá (Bacatá), atendendo aos rumores da existência de um grande cacique.